# Holcaeus gorgasus
Holcaeus gorgasus är en stekelart som först beskrevs av Walker 1839.  Holcaeus gorgasus ingår i släktet Holcaeus och familjen puppglanssteklar. Arten är reproducerande i Sverige. Inga underarter finns listade i Catalogue of Life.